# ジョーダン・ベルフォート
ジョーダン・ロス・ベルフォート（Jordan Ross Belfort, [ˈbɛlfɔːrt]; 1962年7月9日 - ）は、アメリカ合衆国のモティベーショナル・スピーカー、元株式ブローカーである。相場操縦やペニー株のボイラールームの運営といった詐欺行為のために22ヶ月間投獄された。映画『ウルフ・オブ・ウォールストリート』のモデル。

## 生い立ちと学歴
ブロンクス区で会計士の母と父のあいだに生まれた。母は後に弁護士となった。ユダヤ系であり、クイーンズ区のベイサイドで育った。アメリカン大学では生物学の学位を得て卒業した。また、ボルチモア歯科医学校に通っていたが、学部長が「歯医者の黄金時代は終わった。もしあなたが単に金儲けの方法を探すという理由でここにいるならば、間違った場所だ」と発言すると去った。

## キャリア
ベルフォートはL.F.ロスチャイルドでブローカーとしてキャリアを始めた。

### ストラットン・オークモント詐欺
1990年代に投資家相手にペニー株を騙し売る株式仲介会社のストラットン・オークモントを創業した。投資詐欺を行っている間、ベルフォートはパーティーを繰り返し、また鎮静催眠剤「クエイルード」の依存に陥った。
ストラットン・オークモントが雇った株式ブローカーは1000人を超え、フットウェア会社のスティーブ・マデンのものを含む10億ドル以上の株式に関与した。ストラットン・オークモントは悪評のために1990年代後半には当局の標的となり、また2000年の映画『マネー・ゲーム』（DVD化の際に邦題は『マネー・ゲーム 株価大暴落』に変更）の内容はその影響を受けている。
1998年にベルフォートは証券詐欺と資金洗浄により起訴された。FBIとの協力の後、彼は約2億ドルの投資損失を産みだした風説の流布のために22ヶ月間服役することとなった。またベルフォートは被害者の投資家たちへ1億1040万ドルの返済が命じられた。刑務所でベルフォートはカナダ人コメディアンのトミー・チョンと出会い、これまでの出来事を書きとめ、出版することを勧められた。出所後も2人は友人である。

### 賠償金返済
連邦検察によると、ベルフォートは2003年に命じられた賠償要件をいまだに満たしていない。要件は彼が騙した1513名の顧客に対し、収入の50%を返還するというものであった。既に返済されている1160万ドルのうち1040万ドルは没収物件を売却して得たものである。
2013年10月、ベルフォートは自著2冊の売上と映画の版権で176万7203ドル、2007年以来の講演活動で2万4000ドルを得ているにもかかわらず、過去4年で24万3000万ドルしか支払っていないとして連邦検察は提訴した。

## 作家及び講演活動
1998年以降、ベルフォートは回想録『ウォール街狂乱日記 「狼」と呼ばれた私のヤバすぎる人生』と『Catching the Wolf of Wall Street』を出版している。本は40カ国で出版され、18ヶ国語に翻訳された。『ウォール街狂乱日記』を原作としたレオナルド・ディカプリオ、ジョナ・ヒル、マーゴット・ロビー出演、マーティン・スコセッシ監督により『ウルフ・オブ・ウォールストリート』として伝記映画となった。撮影は2012年8月に始まり、2013年12月25日にアメリカ合衆国で公開された。2014年1月の段階で本の売り上げは140万ドル、映画化権収入は約95万ドルと報じられている。
また彼はモティベーショナル・スピーカーとして世界中で講演を行っている。

## 私生活
ベルフォートは1961年にココ・シャネルのために建造された豪華ヨット「ナディーヌ号」（彼の2番目の妻と同名に変更）の最後の所有者であった。船は1997年6月にサルデーニャの東沖で沈没し、乗員はイタリアのCOMSUBINによって全て救出された。ベルフォートは船長の助言を聞き入れずに嵐の中での出航を強行し、波が前甲板ハッチを破壊したために沈没した。
2013年時点でベルフォートはカリフォルニア州マンハッタンビーチに住んでいる。